# Mengkubang
Mengkubang is een bestuurslaag in het regentschap Belitung Timur van de provincie Bangka-Belitung, Indonesië. Mengkubang telt 2612 inwoners (volkstelling 2010).